# Колуче і Масгаті
Колуче — перське печиво, що його виготовляють в різних куточках Ірану. На півдні Ірану його виготовляють на святкування ноурузу. Різні регіони Ірану мають свої різні колуче. Біля Каспійського моря в північному Ірані найбільш відомими сортами є колуче з Ляхіджана і Фумана. Інші регіони, такі як Кашан і Язд в центральному Ірані, також мають свої власні колуче.
Колуче відрізняються на смак і за ступенем твердості від регіону до регіону. Найбільшими є колуче з Фумана (приблизно 10 см в діаметрі й 1 см завтовшки). Найвідоміший різновид печива виготовляють у Лахіджані. Хоча нещодавно стали з'явились нові смакові добавки, такі як шоколад, в Лахіджані колуче традиційно виготовляють з волоського горіха і кокоса. Воно має діаметр близько 5 см і майже 2 см в товщину. Різновид, що виготовляють в Кашані, набагато меншого розміру — 2,5 см в діаметрі й 1 см у товщину.
В південному Ірані — це хрусткі бісквіти, що загалом містять воду, цукор, пшеничне борошно й білки яєць.
Масгаті являє собою м'які кристалізовані цукерки, що містять трояндову воду, крохмаль, цукор і воду.
Колуче і масгаті продають як своєрідний сувенір в Ширазі.